# Râul Valea lui Tămâie
Râul Valea lui Tămâie este un curs de apă, afluent al râului Ialomicioara. 